# Barro (parroquia)
Barro (llamada oficialmente San Breixo de Barro) es una parroquia y un lugar del municipio español de Barro, en la provincia de Pontevedra, Galicia.

## Toponimia
La parroquia también es conocida por los nombres de San Breixo P. de Barro, San Verísimo de Barro y San Verísimo P. de Barro.

## Historia
Hacia mediados del siglo XIX, el lugar, por entonces referido como una feligresía, tenía contabilizada una población de 695 habitantes. Aparece descrito en el cuarto volumen del Diccionario geográfico-estadístico-histórico de España y sus posesiones de Ultramar de Pascual Madoz con las siguientes palabras:

BARRO, (San Verisimo de): felig. en la prov. de Pontevedra (2 leg.), dióc. de Santiago (6 1/2), part. jud. de Caldas de Reys (1) y ayunt. á que da nombre: sit. al S. de la cap. del part., en clima templado y sano: comprende los l. de Barro, Bua, Cangrallo, Constela, Curuto, Mane, Maquieira, Pazo y Porrans que reunen 154 casas medianas. La igl. parr. (San Verísimo), es única, y tiene 2 ermitas ó capillas con las advocaciones de los Dolores y de las Virtudes; el térm. confina con los de las felig. de San Andrés de Baliñas, Sta. Maria de Perdecanay y Sta. Maria de Arcos de la Condesa, estendiéndose por donde mas á 1/2 leg.: el terreno participa de monte arbolado y llano de buena calidad, bañado por los derrames de las buenas fuentes que van á reunirse al riach. Barrosa, que corriendo al N. desemboca en el Umia: los caminos estan poco cuidados, y el menos malo es el que se dirije á Caldas de Reys, en cuyo punto se recibe el correo; prod.: maiz, centeno, lino, vino, algun trigo y legumbres, castañas y frutas y bastante combustible: cria ganado vacuno, lanar, cabrío, caballar y de cerda: caza de liebres, conejos, perdices y zorros, poca pesca; varios telares y molinos harineros; pobl.: 242 vec., 695 alm.; contr.: con las demas felig. que forman el ayunt. (V.)
(Madoz, 1846, p. 59)

## Organización territorial
La parroquia está formada por doce entidades de población, constando siete de ellas en el nomenclátor del Instituto Nacional de Estadística español:
- A Maquieria
- A Seca
- Barro
- Búa
- Cangrallo
- Constela (Costenla)
- Mane
- Monllo
- O Curuto
- O Pazo
- Os Caldos
- Porráns

## Demografía

### Parroquia
| Gráfica de evolución demográfica de Barro (parroquia) entre 2000 y 2023 |
|                                                                         |
| Datos según el nomenclátor publicado por el INE.                        |

### Lugar
| Gráfica de evolución demográfica de Barro (lugar) entre 2000 y 2023 |
|                                                                     |
| Datos según el nomenclátor publicado por el INE.                    |

## Patrimonio
- Iglesia de San Verísimo.[9]